# J-Ax

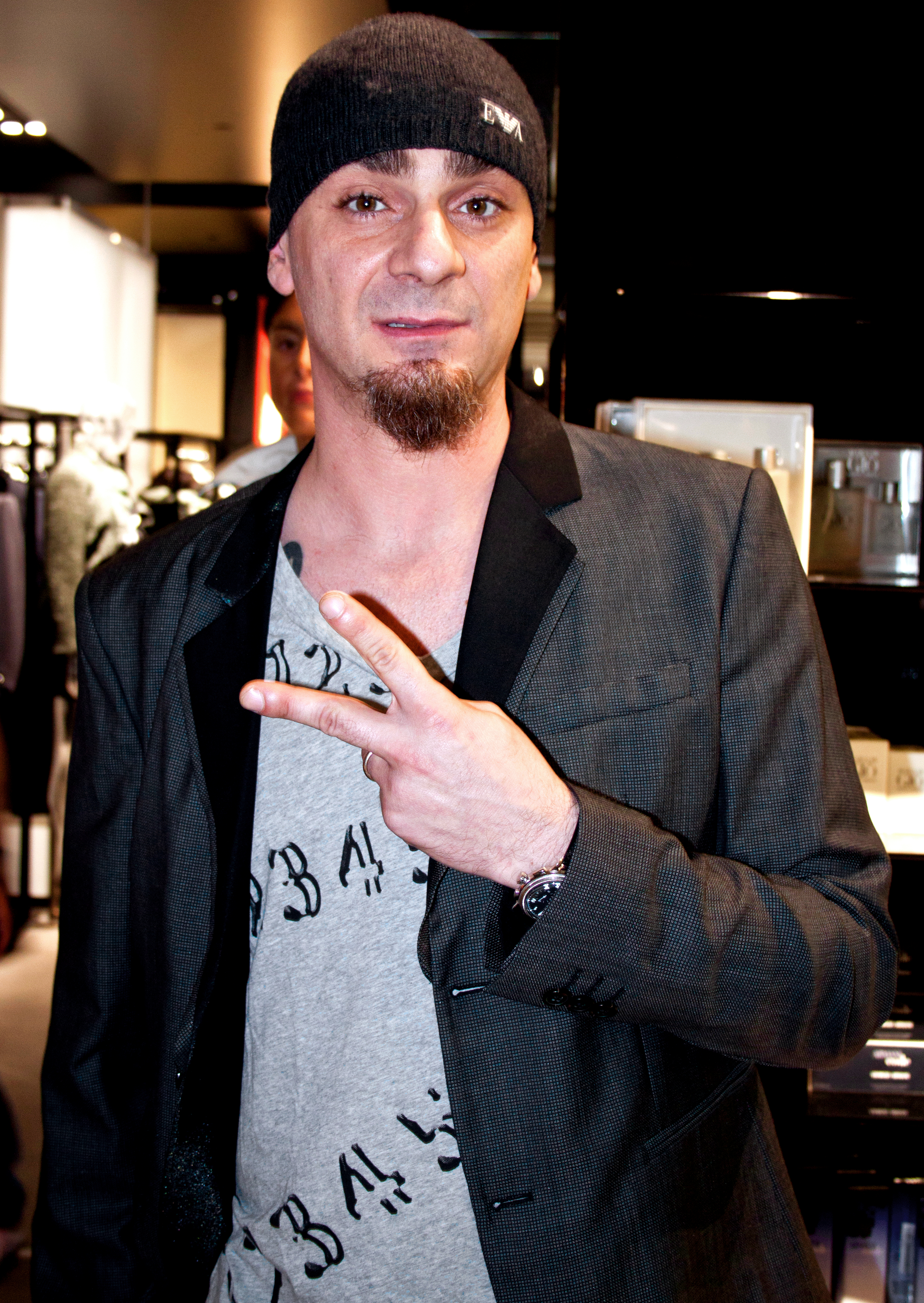
J-Ax (2009)

J-Ax (* 5. August 1972 in Mailand; bürgerlich Alessandro Aleotti) ist ein italienischer Rapper. Er gehörte mit seiner Gruppe Articolo 31 zu den Pionieren des italienischen Hip-Hop und ist seit 2005 als Solomusiker aktiv.

## Biografie
Ab 1990 war Alessandro Aleotti alias J-Ax die eine Hälfte von Articolo 31, die 1993 erstmals italienischen Hip-Hop in die Charts brachten. Zehn Jahre später veröffentlichten er und sein Partner DJ Jad ihr letztes gemeinsames Studioalbum. Bereits da hatte J-Ax die Führung des Projekts übernommen und das Pop-Rock-lastige Album fast im Alleingang produziert. Ab 2005 gingen er und DJ Jad getrennte Wege, ohne Articolo 31 offiziell aufzulösen.
Sein erstes Soloalbum mit dem Titel Di sana pianta produzierte J-Ax in Los Angeles mit namhafter US-amerikanischer Unterstützung: Samantha Maloney von Hole, Brian O’Connor von den Eagles of Death Metal und Troy Van Leeuwen von den Queens of the Stone Age. Es erschien Ende 2006 und erreichte Platz 2 in Italien. Als Nächstes tat er sich mit italienischen Musikern zusammen und nahm gleich zwei kürzere Alben auf, die 2009 im Abstand von sechs Monaten erschienen. Rap n’ Roll ist ein Rap-Rock-Album, bei dem J-Ax mit seinen gewohnt sozialkritischen Texten die aktuellen Verhältnisse aufs Korn nimmt. Guè Pequeno und Space One sind als Gäste auf dem Album vertreten. Deca Dance greift dagegen auf den Eurodance zurück und befasst sich auch thematisch mit den späten 80er und frühen 90er Jahren. Hier wirkten unter anderem Jovanotti, Marracash und Pino Daniele mit. Die Alben erreichten Platz 2 bzw. Platz 3 der italienischen Charts und wurden jeweils mit Platin ausgezeichnet.
Mit dem Album Meglio prima (?), zu deutsch „früher besser“, knüpfte er 2011 sowohl thematisch als auch musikalisch an beide Vorgängeralben an. Auch der Erfolg blieb erhalten und sowohl das Studioalbum als auch die Liveversion Meglio live! ein Jahr später kamen auf Platz 2 der Charts.

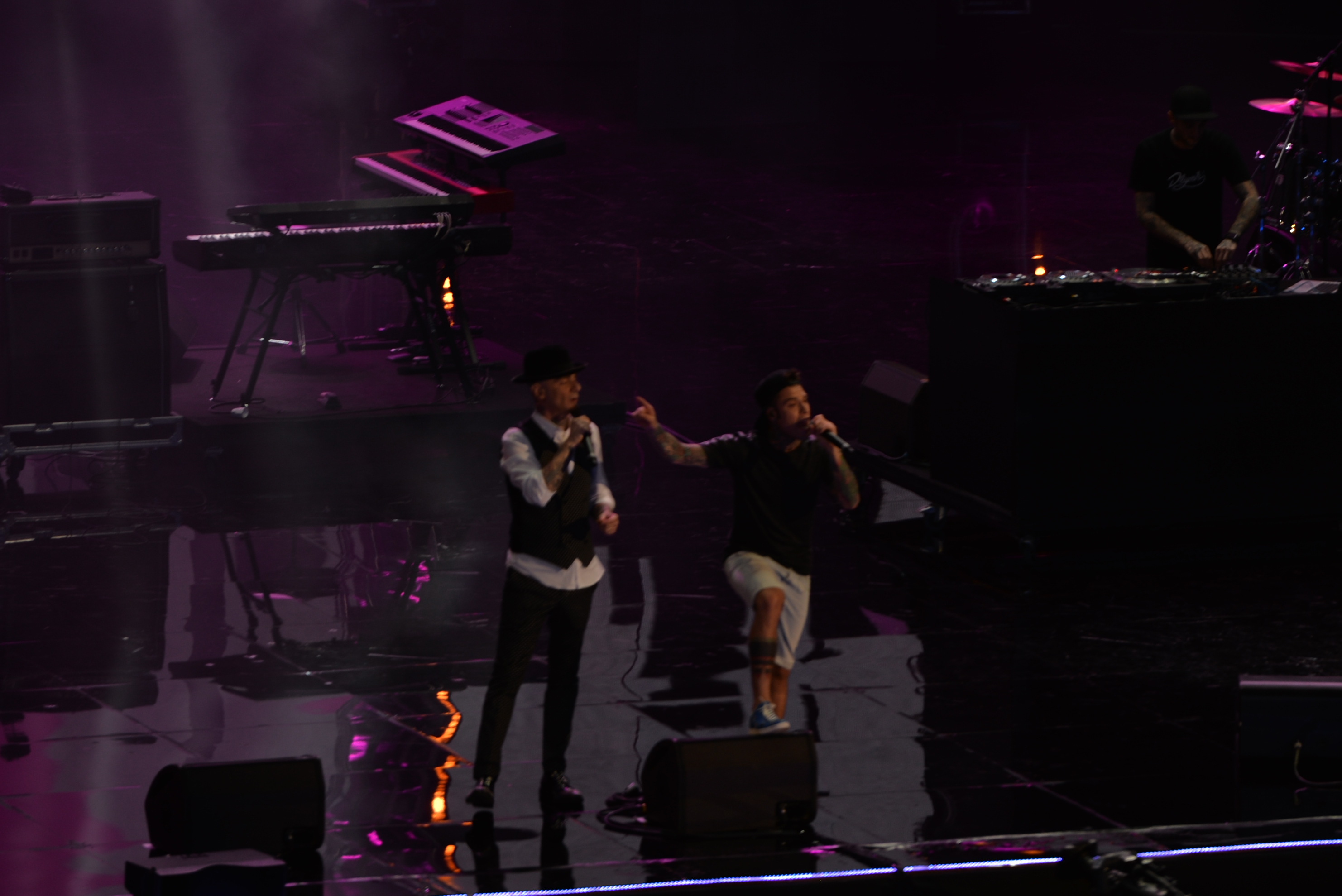
J-Ax und Fedez während der Wind Music Awards 2016

In den folgenden Jahren gründete er zusammen mit Fedez das Label Newtopia. 2014 war er erstmals Coach bei der Castingshow The Voice of Italy und gewann mit seiner Kandidatin, der Ordensschwester Cristina Scuccia, die Staffel. Kurz vor Beginn der nächsten Staffel erschien das fünfte Soloalbum von J-Ax mit dem Titel Il bello d’esser brutti. Neben bekannten Rappern wie Max Pezzali, Neffa und Club Dogo sind darauf auch sein Labelpartner Fedez sowie zwei seiner Teamkandidaten von The Voice vertreten. Erstmals schaffte er es mit diesem Album auf Platz 1 der Charts und erstmals konnte er sich auch in der Schweiz platzieren. Mit dem Albumsong Maria Salvador kam er auf Platz 2 der italienischen Singlecharts. Album und Single wurden mehrfach mit Platin ausgezeichnet.
Mit Fedez begann er 2016 das neue Projekt J-Ax & Fedez, aus dem die zwei Nummer-eins-Singles Vorrei ma non posto und Assenzio hervorgingen. Das Kollaboalbum Comunisti col Rolex erschien 2017, gefolgt vom nächsten Nummer-eins-Hit Senza pagare. Im April 2018 wurde bekannt, dass sich das Duo trennen wird und Italiana die letzte gemeinsame Single ist. Nach der Trennung veröffentlichte J-Ax solo das Best-of Il bello di essere J-Ax sowie die Single Tutto tua madre. 2019 arbeitete er mit weiteren Musikerkollegen zusammen, darunter Ermal Meta und Chiara, und lieferte mit dem von Takagi & Ketra produzierten Lied Ostia lido wieder einen der Sommerhits des Jahres ab.

## Diskografie

### Studioalben
| Jahr | Titel                   | Höchstplatzierung, Gesamtwochen, AuszeichnungChartplatzierungen (Jahr, Titel, Platzierungen, Wochen, Auszeichnungen, Anmerkungen) | Höchstplatzierung, Gesamtwochen, AuszeichnungChartplatzierungen (Jahr, Titel, Platzierungen, Wochen, Auszeichnungen, Anmerkungen) | Anmerkungen                                               |
| Jahr | Titel                   | IT | CH | Anmerkungen                                               |
| ---- | ----------------------- | --- | --- | --------------------------------------------------------- |
| 2006 | Di sana pianta          | IT2 (19 Wo.)IT | — | Erstveröffentlichung: 13. Oktober 2006                    |
| 2009 | Rap n’ Roll             | IT2 Platin · (33 Wo.)IT | — | Erstveröffentlichung: 22. Januar 2009 Verkäufe: + 50.000  |
| 2009 | Deca Dance              | IT3 Platin · (20 Wo.)IT | — | Erstveröffentlichung: 11. Juni 2009 Verkäufe: + 50.000    |
| 2011 | Meglio prima (?)        | IT2 Platin · (31 Wo.)IT | — | Erstveröffentlichung: 30. August 2011 Verkäufe: + 50.000  |
| 2015 | Il bello d’esser brutti | IT1 ×4Vierfachplatin · (92 Wo.)IT                                                                                                 | CH24 (6 Wo.)CH | Erstveröffentlichung: 27. Januar 2015 Verkäufe: + 200.000 |
| 2020 | ReAle                   | IT1 Platin · (42 Wo.)IT | CH17 (2 Wo.)CH | Erstveröffentlichung: 24. Januar 2020 Verkäufe: + 50.000  |

### Livealben
| Jahr | Titel        | Höchstplatzierung, Gesamtwochen, AuszeichnungChartplatzierungen (Jahr, Titel, Platzierungen, Wochen, Auszeichnungen, Anmerkungen) | Höchstplatzierung, Gesamtwochen, AuszeichnungChartplatzierungen (Jahr, Titel, Platzierungen, Wochen, Auszeichnungen, Anmerkungen) | Anmerkungen                                 |
| Jahr | Titel        | IT | CH | Anmerkungen                                 |
| ---- | ------------ | --- | --- | ------------------------------------------- |
| 2012 | Meglio live! | IT2 (26 Wo.)IT | — | Erstveröffentlichung: 8. Mai 2012 Livealbum |

### Kompilationen
| Jahr | Titel                                                   | Höchstplatzierung, Gesamtwochen, AuszeichnungChartplatzierungen (Jahr, Titel, Platzierungen, Wochen, Auszeichnungen, Anmerkungen) | Höchstplatzierung, Gesamtwochen, AuszeichnungChartplatzierungen (Jahr, Titel, Platzierungen, Wochen, Auszeichnungen, Anmerkungen) | Anmerkungen                                                                           |
| Jahr | Titel                                                   | IT | CH | Anmerkungen                                                                           |
| ---- | ------------------------------------------------------- | --- | --- | ------------------------------------------------------------------------------------- |
| 2009 | Le mie palle di Natale                                  | IT55 (9 Wo.)IT | — | Erstveröffentlichung: 20. November 2009 Box mit Rap n’ Roll, Deca Dance und Bonus-DVD |
| 2018 | Il bello di essere J-Ax – 25 anni di successi 1993–2018 | IT8 (22 Wo.)IT | — | Erstveröffentlichung: 11. Mai 2018                                                    |

### Singles
| Jahr | Titel Album                                  | Höchstplatzierung, Gesamtwochen, AuszeichnungChartplatzierungen (Jahr, Titel, Album, Platzierungen, Wochen, Auszeichnungen, Anmerkungen) | Höchstplatzierung, Gesamtwochen, AuszeichnungChartplatzierungen (Jahr, Titel, Album, Platzierungen, Wochen, Auszeichnungen, Anmerkungen) | Anmerkungen                                                                                                   |
| Jahr | Titel Album                                  | IT | CH | Anmerkungen                                                                                                   |
| --- | -------------------------------------------- | --- | --- | --- |
| 2006 | Piccoli per sempre Di sana pianta            | IT36 Gold · (2 Wo.)IT | — | Erstveröffentlichung: 24. November 2006 Verkäufe: + 10.000                                                    |
| 2007 | + stile Di sana pianta (riedizione)          | IT7 (22 Wo.)IT | — | Erstveröffentlichung: 15. Juni 2007 mit The Styles                                                            |
| 2008 | I vecchietti fanno O Rap n’ Roll             | IT22 (7 Wo.)IT | — | Erstveröffentlichung: 19. Dezember 2009                                                                       |
| 2009 | Deca Dance                                   | IT20 (9 Wo.)IT | — | Erstveröffentlichung: 21. Mai 2009                                                                            |
| 2011 | Domenica da coma Meglio prima (?)            | IT34 (12 Wo.)IT | — | Erstveröffentlichung: 10. Juni 2011                                                                           |
| 2011 | Meglio prima Meglio prima (?)                | IT38 (10 Wo.)IT | — | Erstveröffentlichung: 26. August 2011                                                                         |
| 2011 | I Love My Bike Meglio prima (?)              | IT93 (1 Wo.)IT | — | Erstveröffentlichung: 28. Oktober 2011                                                                        |
| 2012 | Brillo ma da lucido Meglio live!             | IT88 (2 Wo.)IT | — | Erstveröffentlichung: 20. April 2012                                                                          |
| 2012 | Se il mondo fosse –                          | IT3 Platin · (14 Wo.)IT | — | Erstveröffentlichung: 30. Juni 2012 Charitysingle: Emis Killa, Club Dogo, J-Ax & Marracash Verkäufe: + 50.000 |
| 2013 | L’amore a modo mio Vivere aiuta a non morire | IT60 (1 Wo.)IT | — | Erstveröffentlichung: 26. März 2013 mit Dargen D’Amico                                                        |
| 2014 | Uno di quei giorni Il bello d’esser brutti   | IT26 Platin · (30 Wo.)IT | — | Erstveröffentlichung: 5. Dezember 2014 feat. Nina Zilli Verkäufe: + 50.000                                    |
| 2015 | Il bello d’esser brutti                      | IT58 Platin · (29 Wo.)IT | — | Erstveröffentlichung: 13. Februar 2015 Verkäufe: + 50.000                                                     |
| 2015 | Maria Salvador Il bello d’esser brutti       | IT2 ×6Sechsfachplatin · (32 Wo.)IT | CH44 (6 Wo.)CH | Erstveröffentlichung: 24. April 2015 Verkäufe: + 300.000; feat. Il Cile                                       |
| 2015 | Intro Il bello d’esser brutti                | IT33 ×4Vierfachplatin · (39 Wo.)IT | — | Erstveröffentlichung: 27. November 2015 Verkäufe: + 200.000; feat. Bianca Atzei                               |
| 2018 | Tutto tua madre ReAle                        | IT8 Platin · (19 Wo.)IT | — | Erstveröffentlichung: 14. September 2018 Verkäufe: + 50.000                                                   |
| 2019 | Ostia lido ReAle                             | IT1 ×4Vierfachplatin · (27 Wo.)IT | CH79 (7 Wo.)CH | Erstveröffentlichung: 17. Mai 2019 Verkäufe: + 280.000                                                        |
| 2020 | La mia hit ReAle                             | IT22 Platin · (14 Wo.)IT | — | Erstveröffentlichung: 10. Januar 2020 Verkäufe: + 70.000; feat. Max Pezzali                                   |
| 2020 | Supercalifragili ReAle                       | IT84 (6 Wo.)IT | — | Erstveröffentlichung: 20. März 2020 feat. Annalisa & Luca di Stefano                                          |
| 2020 | Una voglia assurda SurreAle                  | IT29 Platin · (18 Wo.)IT | — | Erstveröffentlichung: 29. Mai 2020 Verkäufe: + 70.000                                                         |
| 2020 | Via di qua SurreAle                          | IT39 Gold · (13 Wo.)IT | — | Erstveröffentlichung: 9. Oktober 2020 Verkäufe: + 35.000; mit Mr. Rain                                        |
| 2021 | Salsa SurreAle                               | IT10 ×2Doppelplatin · (19 Wo.)IT | — | Erstveröffentlichung: 21. Mai 2021 Verkäufe: + 140.000; feat. Jake La Furia                                   |
| 2022 | Tori seduti Diversamente Triste              | IT68 Gold · (8 Wo.)IT | — | Erstveröffentlichung: 1. Juli 2022 Verkäufe: + 50.000; mit Shade                                              |
| 2023 | Abbiamo vinto già Il mondo è nostro          | IT79 (1 Wo.)IT | — | Erstveröffentlichung: 30. August 2023 mit Tiziano Ferro                                                       |
| Folgende Lieder erschienen nicht als Single, wurden aber durch das Album zum Download und Streaming bereitgestellt und konnten somit eine Platzierung erlangen: |                                              | | | |
| |                                              | | | |
| 2020 | Mainstream (La scala sociale del Rap) ReAle  | IT77 (1 Wo.)IT | — | |

Weitere Singles
- 2006: Ti amo o ti ammazzo (IT: Gold [25.000+])[5]
- 2008: Limonare al multisala
- 2009: Tre paperelle (mit Irene Viboras)
- 2009: Anni amari (mit Pino Daniele)
- 2009: Immorale (IT: Gold [25.000+])[5]
- 2011: Altra vita
- 2012: Tutta scena
- 2012: Io non sono partito (mit Steve Forest)
- 2015: Caramelle (IT: Platin [50.000+])[5]
- 2015: Bimbiminkia4life (IT: Gold [25.000+])[5]
- 2015: Hai rotto il catso (IT: Gold [25.000+])[5]
- 2015: Ribelle e basta (IT: Gold [25.000+])[5]
- 2015: Miss & MrHyde (IT: Gold [25.000+])[5]
- 2015: La tangenziale
- 2015: L’uomo col cappello (IT: Gold [25.000+])[5]
- 2021: Voglio la mamma
- 2021: Sansone
- 2021: Sono un fan

### Gastbeiträge
| Jahr | Titel Album                                                | Höchstplatzierung, Gesamtwochen, AuszeichnungChartplatzierungen (Jahr, Titel, Album, Platzierungen, Wochen, Auszeichnungen, Anmerkungen) | Höchstplatzierung, Gesamtwochen, AuszeichnungChartplatzierungen (Jahr, Titel, Album, Platzierungen, Wochen, Auszeichnungen, Anmerkungen) | Anmerkungen                                                                                       |
| Jahr | Titel Album                                                | IT | CH | Anmerkungen                                                                                       |
| --- | ---------------------------------------------------------- | --- | --- | ------------------------------------------------------------------------------------------------- |
| 2009 | Il sole dentro di me Electric Jam (1a parte)               | IT13 (8 Wo.)IT | — | Erstveröffentlichung: 26. Februar 2009 Pino Daniele feat. J-Ax                                    |
| 2012 | Sempre noi Hanno ucciso l’uomo ragno 2012                  | IT20 Gold · (15 Wo.)IT | — | Erstveröffentlichung: 25. Mai 2012 Verkäufe: + 25.000; Max Pezzali feat. J-Ax                     |
| 2013 | Desolato L’artista                                         | IT33 (10 Wo.)IT | — | Erstveröffentlichung: 22. November 2013 Enzo Jannacci feat. J-Ax                                  |
| 2017 | Freud Unici                                                | IT59 Platin · (10 Wo.)IT | — | Erstveröffentlichung: 31. März 2017 Verkäufe: + 50.000; Nek feat. J-Ax                            |
| 2018 | Come le onde –                                             | IT45 (1 Wo.)IT | — | Erstveröffentlichung: 6. Juli 2018 The Kolors feat. J-Ax                                          |
| 2019 | Un’altra volta da rischiare Non abbiamo armi - Il concerto | IT27 (3 Wo.)IT | — | Erstveröffentlichung: 4. Januar 2019 Ermal Meta feat. J-Ax                                        |
| 2019 | Acqua su marte –                                           | IT81 (3 Wo.)IT | — | Erstveröffentlichung: 29. März 2019 Tormento feat. J-Ax                                           |
| 2019 | Senza pensieri –                                           | IT22 Platin · (16 Wo.)IT | — | Erstveröffentlichung: 10. Juli 2019 Verkäufe: + 50.000; Fabio Rovazzi feat. Loredana Bertè & J-Ax |
| 2019 | Ti volevo dedicare Libertà                                 | IT2 ×5Fünffachplatin · (68 Wo.)IT | — | Erstveröffentlichung: 20. September 2019 Verkäufe: + 350.000; Rocco Hunt feat. J-Ax & Boomdabash  |
| Folgende Lieder erschienen nicht als Single, wurden aber durch das Album zum Download und Streaming bereitgestellt und konnten somit eine Platzierung erlangen: |                                                            | | |                                                                                                   |
| |                                                            | | |                                                                                                   |
| 2013 | A cena dai tuoi Mercurio                                   | IT86 Gold · (5 Wo.)IT | — | Emis Killa feat. J-Ax Verkäufe: + 25.000                                                          |
| 2013 | Sembra semplice Sig. Brainwash – L’arte di accontentare    | IT88 Gold · (1 Wo.)IT | — | Fedez feat. J-Ax Verkäufe: + 25.000                                                               |

Weitere Gastbeiträge
- 1995: Annarè (Gigi D’Alessio feat. J-Ax, IT: Gold [50.000+])[5]
- 2015: Il solito italiano (Boomdabash feat. J-Ax, IT: Gold [25.000+])[5]